# NGC 7674A
NGC 7674A (другие обозначения — PGC 71505, MCG 1-59-81, ZWG 406.114, HCG 96C, VV 343, ARP 182) — галактика в созвездии Пегас.
Этот объект не входит в число перечисленных в оригинальной редакции «Нового общего каталога» и был добавлен позднее.